# Kambodzsa az 1996. évi nyári olimpiai játékokon
Kambodzsa az egyesült államokbeli Atlantában megrendezett 1996. évi nyári olimpiai játékok egyik részt vevő nemzete volt. Az országot az olimpián 3 sportágban 5 sportoló képviselte, akik érmet nem szereztek.

## Atlétika
Férfi
| Versenyző | Versenyszám | Eredmény | Helyezés |
| --------- | ----------- | -------- | -------- |
| To Rithya | Maraton     | 2:47:01  | 105.     |

Női
| Versenyző    | Versenyszám | Előfutam | Előfutam | Előfutam | Negyeddöntő | Negyeddöntő | Negyeddöntő | Elődöntő | Elődöntő | Elődöntő | Döntő   | Döntő    |
| Versenyző    | Versenyszám | Idő      | Hely.    | Össz.    | Idő         | Hely.       | Össz.       | Idő      | Hely.    | Össz.    | Idő     | Helyezés |
| ------------ | ----------- | -------- | -------- | -------- | ----------- | ----------- | ----------- | -------- | -------- | -------- | ------- | -------- |
| Ouk Chanthan | 100 m       | 14,82    | 7.       | 56.      | kiesett     | kiesett     | kiesett     | kiesett  | kiesett  | kiesett  | kiesett | kiesett  |

## Birkózás
Szabadfogású
| Versenyző      | Versenyszám | 32-es főtábla               | Nyolcaddöntő      | Negyeddöntő       | Elődöntő          | Vigaszág 2. kör           | Vigaszág 3. kör   | Vigaszág 4. kör   | Vigaszág 5. kör   | Vigaszág 6. kör   | Bronz- mérkőzés   | Döntő             | Helyezés |
| Versenyző      | Versenyszám | Ellenfél Eredmény           | Ellenfél Eredmény | Ellenfél Eredmény | Ellenfél Eredmény | Ellenfél Eredmény         | Ellenfél Eredmény | Ellenfél Eredmény | Ellenfél Eredmény | Ellenfél Eredmény | Ellenfél Eredmény | Ellenfél Eredmény | Helyezés |
| -------------- | ----------- | --------------------------- | ----------------- | ----------------- | ----------------- | ------------------------- | ----------------- | ----------------- | ----------------- | ----------------- | ----------------- | ----------------- | -------- |
| Vath Chamroeun | 62 kg       | Magomed Azizov (RUS) · 0–10 |                   |                   |                   | Len Zaslavsky (AUS) · 0–9 | kiesett           | kiesett           | kiesett           | kiesett           | kiesett           |                   | 20.      |

## Úszás
Férfi
| Versenyző   | Versenyszám  | Előfutam | Előfutam | Előfutam | Döntő   | Döntő   | Döntő   | Helyezés |
| Versenyző   | Versenyszám  | Idő      | Hely.    | Össz.    | Típus   | Idő     | Hely.   | Helyezés |
| ----------- | ------------ | -------- | -------- | -------- | ------- | ------- | ------- | -------- |
| Hem Lumphat | 200 m vegyes | kizárták | kizárták | kizárták | kiesett | kiesett | kiesett | kiesett  |

Női
| Versenyző    | Versenyszám | Előfutam | Előfutam | Előfutam | Döntő   | Döntő   | Döntő   | Helyezés |
| Versenyző    | Versenyszám | Idő      | Hely.    | Össz.    | Típus   | Idő     | Hely.   | Helyezés |
| ------------ | ----------- | -------- | -------- | -------- | ------- | ------- | ------- | -------- |
| Hem Reaksmey | 100 m mell  | 1:44,68  | 6.       | 46.      | kiesett | kiesett | kiesett | kiesett  |